# Велко Цветков
Велко Стоянов Цветков (изписване до 1945 година: Велко Стояновъ Цвѣтковъ) е български революционер, деец на Вътрешната македоно-одринска революционна организация.

## Биография
Велко Цветков е роден в 1873 година в тракийското градче Бунархисар, тогава в Османската империя. Влиза във ВМОРО, както сам пише: „в желанието си да видя българския народ обединен в своите етнически граници“.
Преследван от властите, по Коледа 1902 година става помощник на ръководителя и организатор на Бунархисарско Михаил Герджиков. Двамата действат в Бунархисар и организират селата Урумбеглия, Колибите, Каваклия и други. След това става нелегален и се присъединява към четата на Тодор Шишманов и Дико Джелебов, действаща в 1902 година в Бунархисарско. През пролетта четниците са разпръснати, за да подготвят въстание по селата, но през април 1903 година Цветков отново влиза в четата на Дико Джелебов, която има район Малко Търново, Калово, Стоилово, Заберново и съседните села. Участва на Конгреса на Петрова нива, на който е определен денят на въстанието.
При избухването на въстанието четата от около 100 човека, в която влизат и Коста Тенишев, Димитър Халачев, Мильо Узунов, напада и прогонва граничния пост при село Калово. След това напада войската при село Стоилово, която принуждава да отстъпи към Малкотърновския балкан. Четата остава при Стоилово 4 дена и дава ново 24-часово сражение на завърналата се турска войска. Принудена е да отстъпи с двама ранени и се движи из планините. Непрекъснато дава сражения на османците, докато не се изтегля при обявяването на края на въстанието на българска територия в Алан Кайряк.
На 19 февруари 1943 година, като жител на село Черни връх, Бургаско, подава молба за българска народна пенсия, която е одобрена и пенсията е отпусната от Министерския съвет на Царство България.